# Односи Југославије и Етиопије
Односи Југославије и Етиопије су били историјски спољни односи између Етиопије и СФР Југославије. Обе земље су биле међу оснивачима Покрета несврстаних. Први контакти између две земље успостављени су у Уједињеним нацијама 1947. где је Југославија подржала етиопске претензије на Еритреју (крај Британске војне администрације и успостављање Федерације Етиопије и Еритреје) док је Етиопија је подржала југословенске претензије на Слободну територију Трста. Након раскола Тито-Стаљин 1948, Југославија се окренула ка ванблоковским земљама и две земље су отвориле своје амбасаде 1955. године. Формални дипломатски односи успостављени су већ 1952. године. Цар Хајле Селасије је био први афрички шеф државе у званичној посети Југославији 1954. године. Тада је постао почасни грађанин Београда.
Током Титове посете Етиопији 1970. (део турнеје у Танзанију, Замбију, Етиопију, Кенију, Судан, Уједињену Арапску Републику и Либију) председник Југославије и цар Етиопије разговарали су о својим циљевима у оквиру Покрета несврстаних и изразили задовољство чињеницом да је завршен грађански рат у Нигерији у којем је Организација афричког јединства играла истакнуту позитивну улогу. Након збацивања Етиопског царства и цара Хајлеа Селасија у државном удару 12. септембра 1974. и током каснијег избијања Етиопског грађанског рата Београд је донео брзу одлуку да подржавају нове власти већ од 1974. у настојању да спречи снажију умешаност СССР-а који ће своју подршку покренути тек после 1977. године. Са иницирањем совјетске подршке САД су повећале притисак на Београд да заустави југословенске трансфере Менгистуовом режиму, што је Вашингтон сматрао директним кршењем Програма узајамне одбрамбене помоћи из 1951, што је на крају довело до слабљења утицаја Југославије у Етиопији под притиском Совјетског Савеза.

## Културна размена
Две земље су ратификовале свој програм културне сарадње 1965. године. Југословенска изложба копија фресака из цркве Богородице Љевишке била је послата у Адис Абебу 1967. године. Београд је 1977. године организовао још једну изложбу југословенске фотографије у Адис Абеби са преко 100 експоната који су представљали период Народноослободилачког рата и социјалистичке револуције током Другог светског рата у Југославији.
У фебруару 1988. недељник „Младина” из СР Словеније објавио је извештај о југословенском лицемерју у Етиопији у којем се наводи да војно-индустријски комплекс те земље покушава да реши економску кризу Југославије продајом оружја под изговором несврстане солидарности према земљи у којој је већ више од 5 милиона људи умрло од глади. Недељу дана касније прозвали су Југословенског секретара одбране Бранка Мамулу „трговцем смрћу“.

## Списак билатералних државних посета

### Југословенске посете Етиопији
- 11-24. децембар 1955: Јосип Броз Тито[6]-отварање Споменика „Јекатит 12”
- 2-12. фебруар 1959: Јосип Броз Тито[6]
- 27. јануар-4. фебруар 1968: Јосип Броз Тито[6]
- 9-11. фебруар 1970: Јосип Броз Тито[6]

### Етиопске посете Југославији
- 20-26. јул 1954: Хајле Селасије[6]
- 15-24. август 1959: Хајле Селасије[6]
- 2-4. новембар 1963: Хајле Селасије[6]
- 29. септембар 1964: Хајле Селасије[6]
- 26-27. октобар 1966:  Хајле Селасије[6]
- 4-5. јул 1967:  Хајле Селасије[6]
- 23-25. септембар 1968:  Хајле Селасије[6]
- 25-30. јун 1972:  Хајле Селасије[6]
- 30-31. октобар 1973:  Хајле Селасије[6]
- 7-10. децембар 1978: Менгисту Хајле Маријам[6]